# 香椎花園前站
香椎花園前站（日语：／ Kashii-Kaenmae eki */?）是位於福岡縣福岡市東區香住丘六丁目，西日本鐵道（西鐵）的貝塚線車站。車站編號為NK06。
在福岡市地下鐵箱崎線延伸至貝塚前，貝塚與此站之間設有折返列車班次，在延伸至貝塚延伸後變為在三苫折返。另外，車內廣播下一站名時會以「香椎花園前、花園前」說出此站名。

## 歷史
- 1938年（昭和13年） - 香椎花園（日语：西鉄香椎花園）的前身「香椎鬱金香園」開幕[2]。
- 1941年（昭和16年）4月1日 - 博多灣鐵道汽船（日语：博多湾鉄道汽船）宮地嶽線福日香椎園前臨時停留場啟用[1]。
- 1942年（昭和17年）
  - 4月1日 - 車站改名為運動場前站[1]。
  - 9月19日 - 博多灣鐵道汽船與九州電氣軌道（日语：九州電気軌道）（後來為西日本鐵道）合併。
- 1949年（昭和24年） - 車站大樓翻新。
- 1956年（昭和31年） - 香椎花園遊樂場開幕。
- 1957年（昭和32年）5月13日 - 車站改名為香椎花園前站。
- 1997年（平成9年）6月21日 - 月台上加設候車室。
- 2017年（平成29年）2月1日 - 此站引入車站編號[3]。

## 車站構造

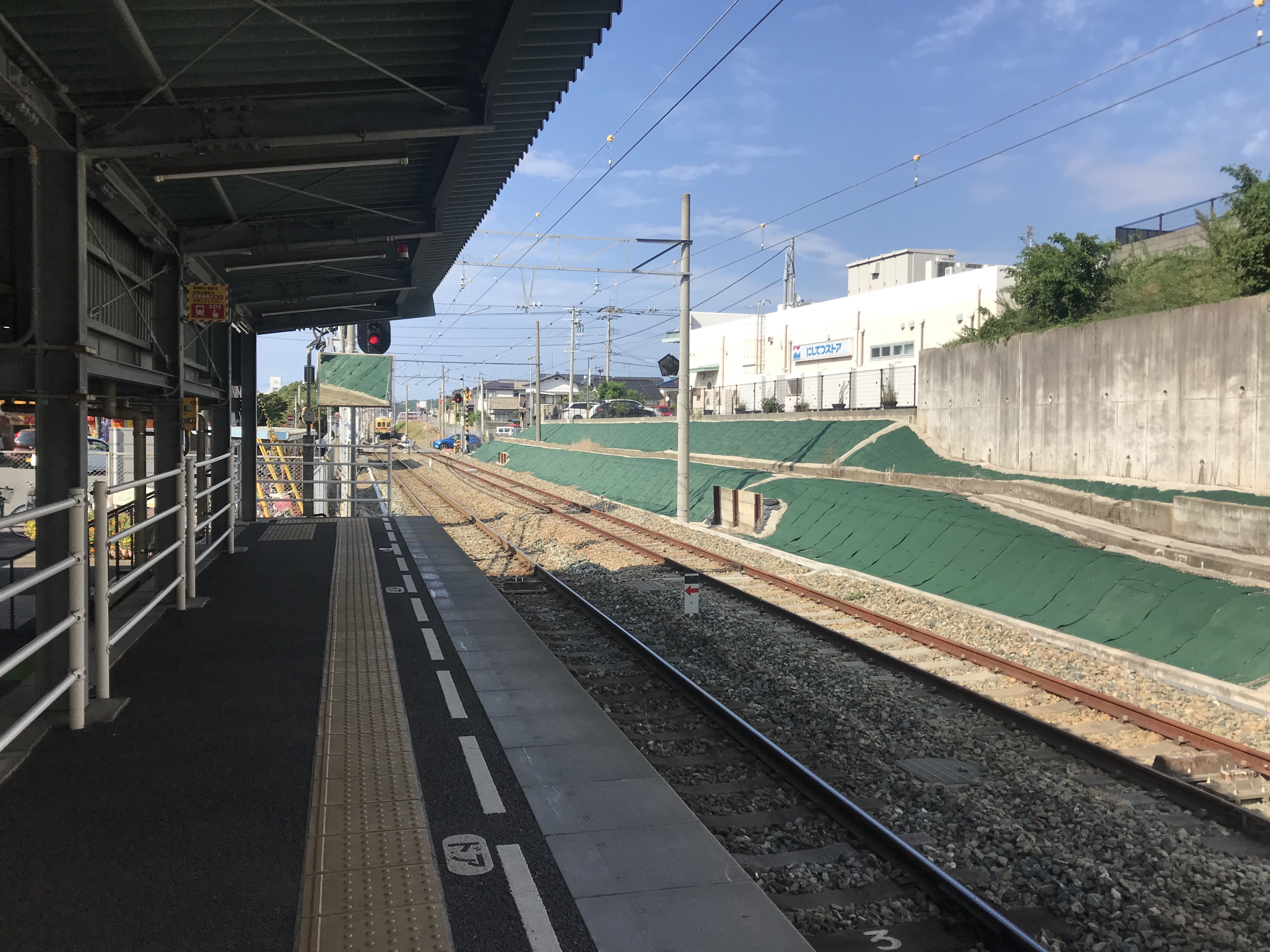
月台（2019年9月

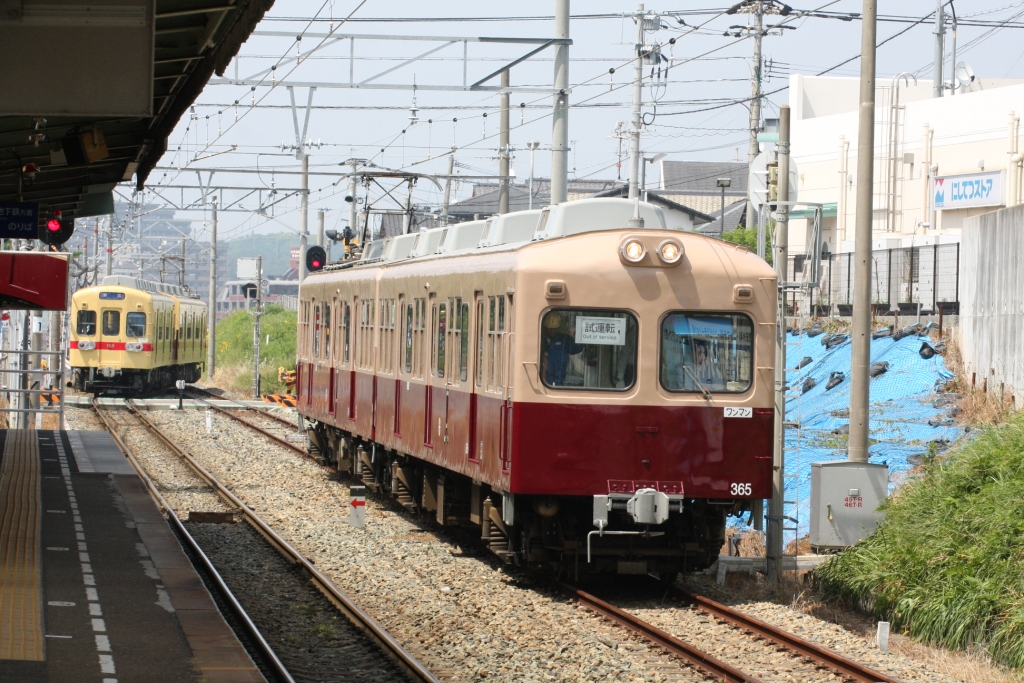
試行列車與營業列車交會（2014年5月）

車站是一座地面車站，設有1面1線的月台。此站是無人車站。曾經此站可進行列車交會。
車站的單車停泊場免費使用。站內設有車站紀念章。
從前，當列車進站時，西鐵新宮方向的列車會播放鬱金香的「心之旅」，貝塚方向的列車會播放鬱金香的「仙人掌之花」。

## 使用狀況
在2019年度，1日平均上下車人次為3,340人。以下為各年度1日平均乘車和上下車人次列表。
| 年度   | 1日平均 乘車人次 | 1日平均 上下車人次 |
| ------ | ---------------- | ------------------ |
| 1996年 | 2,712            | 5,348              |
| 1997年 | 2,477            | 4,926              |
| 1998年 | 2,312            | 4,592              |
| 1999年 | 2,038            | 4,186              |
| 2000年 | 1,942            | 3,984              |
| 2001年 | 1,819            | 3,745              |
| 2002年 | 1,833            | 3,666              |
| 2003年 | 1,601            | 3,197              |
| 2004年 | 1,488            | 2,978              |
| 2005年 | 1,441            | 2,879              |
| 2006年 | 1,438            | 2,874              |
| 2007年 | 1,306            | 2,611              |
| 2008年 | 1,326            | 2,649              |
| 2009年 | 1,290            | 2,581              |
| 2010年 | 1,345            | 2,689              |
| 2011年 | 1,342            | 2,682              |
| 2012年 | 1,438            | 2,878              |
| 2013年 | 1,496            | 2,991              |
| 2014年 | 1,499            | 2,998              |
| 2015年 | 1,519            | 3,036              |
| 2016年 | 1,556            | 3,111              |
| 2017年 | 1,638            | 3,280              |
| 2018年 | 1,666            | 3,335              |
| 2019年 |                  | 3,340              |

## 車站周邊

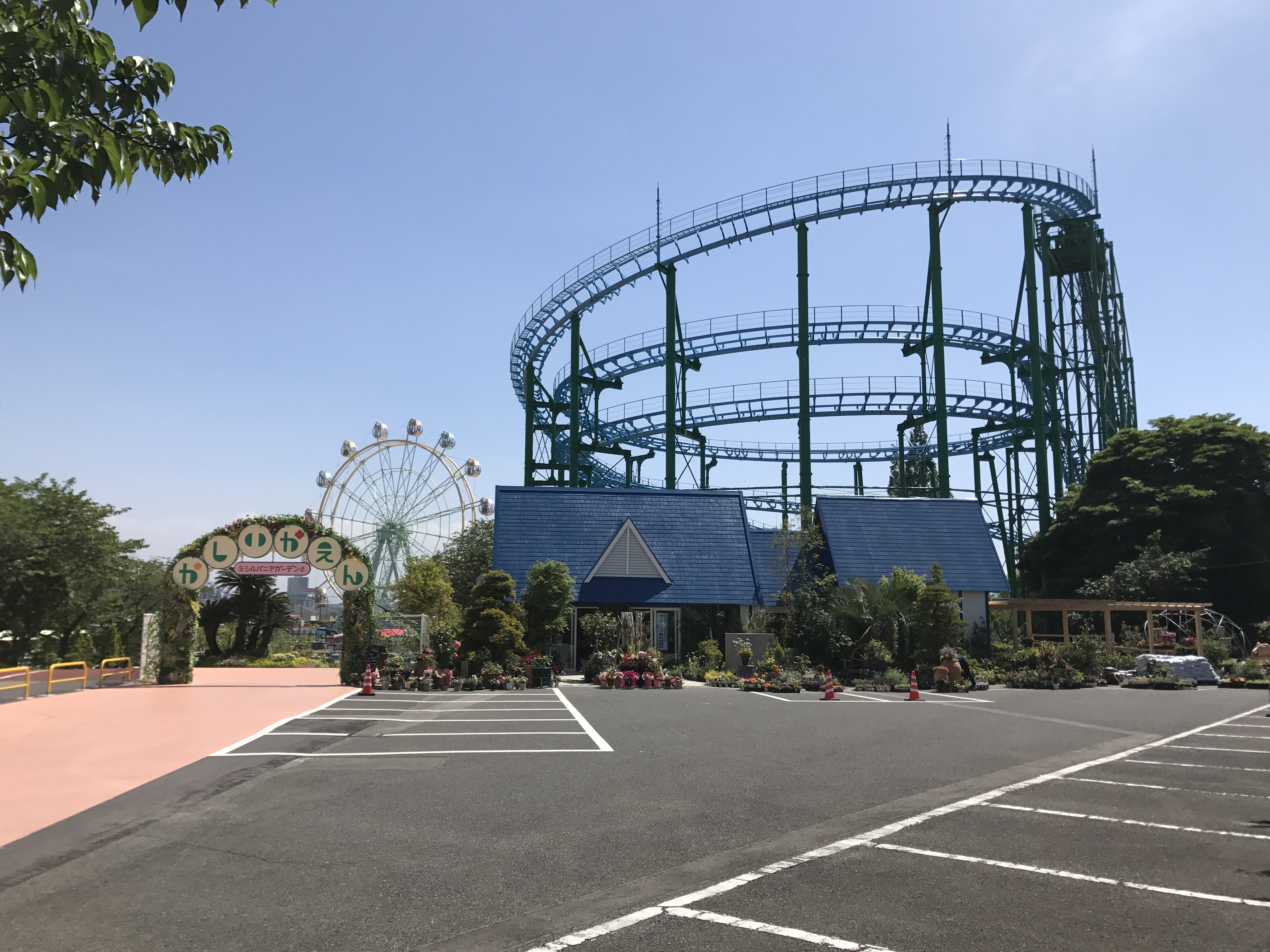
西鐵香椎花園

車站大樓對出左邊為西鐵香椎花園。除此之外，車站周邊都是住宅區。
- 西鐵香椎花園（日语：西鉄香椎花園）（官方網站 （页面存档备份，存于））
- 香椎花園巴士站 - 西鐵巴士（日语：西鉄バス）［沒有編號］牧之鼻、香椎（日语：香椎）、千早站方向
- 福岡女子大學
- 福岡縣立香住丘高等學校（日语：福岡県立香住丘高等学校）
- 福岡市立香椎第二中學（日语：福岡市立香椎第二中学校）
- 福岡市立香住丘小學
- 福岡香住丘郵局
- 東體育館
- 市立老人福祉中心東香園

## 相鄰車站
西日本鐵道
■貝塚線
西鐵香椎（NK05）－香椎花園前（NK06）－唐之原（NK07）

## 注腳
1. 1 2 3  今尾惠介監修《日本鉄道旅行地図帳 12号 九州沖縄》新潮社，2009年，p.36
2. ↑  かしいかえんとは （页面存档备份，存于）（日語）
3. ↑   (PDF). 西日本鐵道. 2017-01-24  [2017年3月20日]. （原始内容 (PDF)存档于2020-07-28） （日语）. （页面存档备份，存于）
4. ↑  . 西日本鉄道株式会社.   [2021-01-14]. （原始内容存档于2021-01-29） （日语）. （页面存档备份，存于）
5. ↑  福岡市統計書 （都市圈之概況） 福岡都市圈的私鐵各站上下車人次 （页面存档备份，存于）（日語） 2021年3月22日參閲

## 外部連結
- 香椎花園前站（西鐵沿線web） （页面存档备份，存于）（日語）